# Отводница
Отводница — деревня в Верховажском районе Вологодской области.
Входит в состав Верховского сельского поселения, с точки зрения административно-территориального деления — в Верховский сельсовет.
Расстояние по автодороге до районного центра Верховажья — 25 км, до центра муниципального образования Сметанино — 3 км. Ближайшие населённые пункты — Сметанино, Прилук, Матвеевская.
По данным переписи в 2002 году постоянного населения не было.